# دانشگاه دیتون
دانشگاه دیتون (به انگلیسی: University of Dayton)  یک دانشگاه تحقیقاتی خصوصی در دیتون واقع در ایالت اوهایو آمریکا است که در سال ۱۸۵۰ میلادی بنیان‌گذاری شده‌است. این دانشگاه کاتولیک بوده و بزرگترین دانشگاه خصوصی ایالت اوهایو به شمار می‌رود که مرکز تحقیقات آن رتبه دوم را در حمایت مالی از تحقیقات دارا می‌باشد. این دانشگاه در مرکز شهر و در نزدیکی رود میامی بزرگ واقع شده‌است.